# 空港コード
空港コード（くうこうコード、英語: Airport code）は、各空港に付けられるコード。
国際機関が定めたものとしては、IATAによるラテン文字3文字のコードと、ICAOによる英数4文字のコードがある。主要な空港は双方のコードを持つ。
そのほか、いくつかの国には、国内機関が定めたローカルなコードがある。

## IATA空港コード（3レターコード）
3レターコードは国際航空運送協会 (IATA) により定められており、世界に1万以上ある空港にコードが割り振られている。早くに開港した空港にはなるべくその名称（都市コード）にのっとった文字が割り当てられている（例：羽田=HND、伊丹=ITM）。主に旅客系で使われる。
旅行会社や航空貨物代理店などでも使われる。国際線航空券に印字されている場合もある。
欧州では、航空路線の代替交通機関として高速列車が航空会社のコードシェアを行う例があり、ブリュッセル南駅（ZYR）や、ケルン中央駅（QKL）などは、鉄道駅にも空港コードが振られている。詳細は、IATAコードを持つ鉄道駅一覧を参照。
ストラスブール（XER）など、バスターミナルに空港コードが振られている例や、ユーロエアポート・バーゼル＝ミュールーズ空港（MLH, BSL, EAP）のように、複数のコードが振られている例外もある。
民間航空のためのコードではあるが、ダイバートを想定し一部の軍用飛行場にも割り当てがある（硫黄島航空基地など）。
IATAが定義しているコードとしてはこの他に、IATA航空会社コード（エアラインコード、2レターコードまたは3レター）、都市コード（3レター）がある。

### 一覧
IATA空港コードの一覧: A - B - C - D - E - F - G - H - I - J - K - L - M - N - O - P - Q - R - S - T - U - V - W - X - Y - Z

## ICAO空港コード（4レターコード）

ICAOコードの1文字目

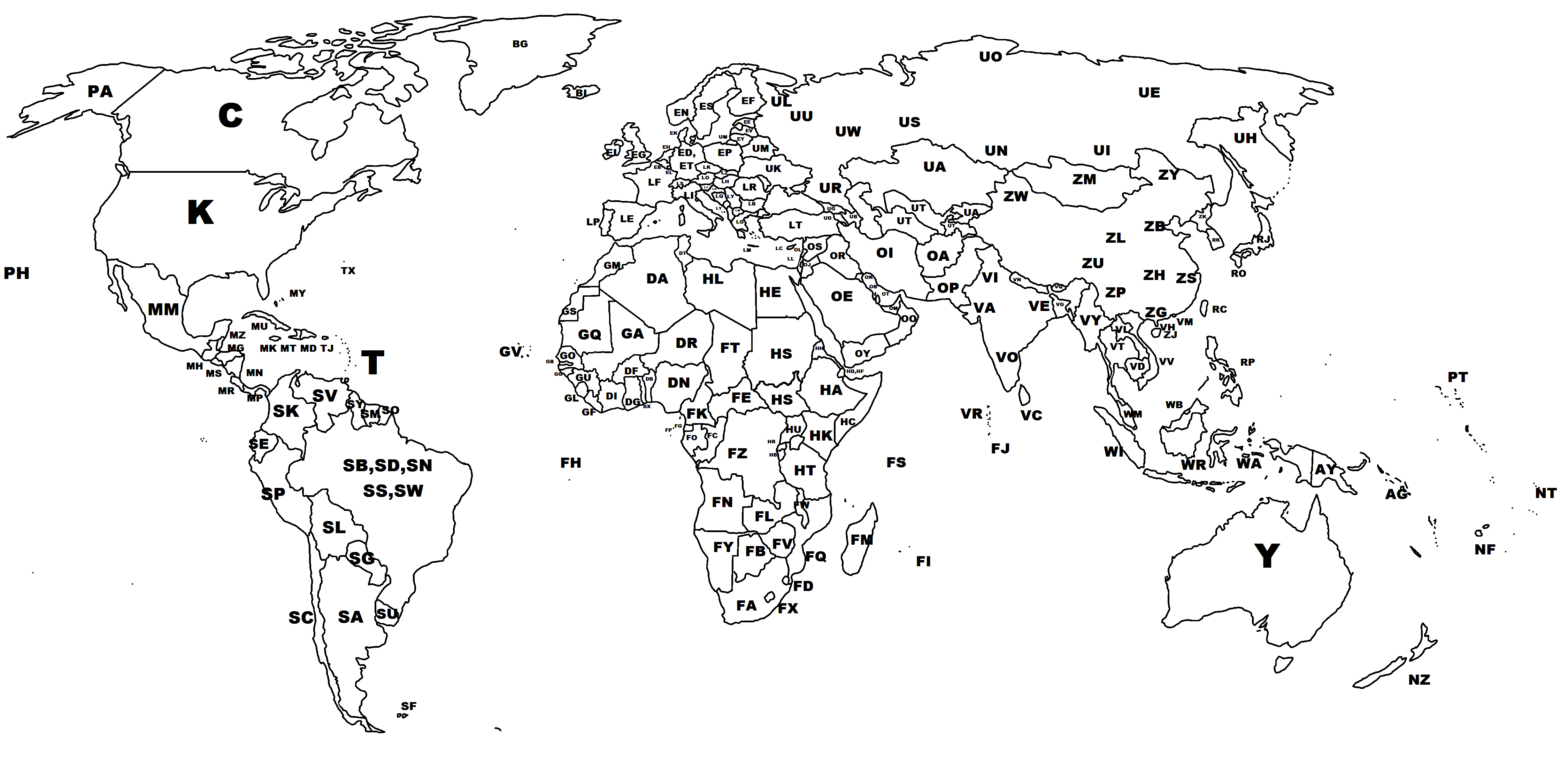
ICAOコードの国プレフィックス

4レターコードは国際民間航空機関 (ICAO) の割り当て規則に従って国が定めるコードで、ICAOドキュメント7910に掲載される。世界の空港、飛行場、管制機関等につけられており、主に航空管制などの運航系で使われる。IATAの定める3レターコードとは違い、ICAO空港コードには規則がある。4レターコードの1文字目は航空固定業務のルーティングエリア、2文字目は「国または領域」、3文字目は接続する航空固定業務中継局を表す。ただし例外も多い。
日本の空港・飛行場はRJまたはROではじまるコードが割り当てられており、沖縄県と鹿児島県与論空港はRO、それ以外はRJである。一般の空港・飛行場以外に自衛隊や在日米軍の飛行場にも4レターコードが割り当てられている（横田飛行場=RJTY、厚木飛行場=RJTAなど）。主要空港は下二文字が同じアルファベットになっていることが多いほか、同一地域にある空港は3文字目が共通しているケースもある（例　主要空港：羽田空港=RJTT、成田空港＝RJAA、セントレア＝RJGG、伊丹空港=RJOO、関空＝RJBB、新千歳空港=RJCC、福岡空港=RJFF。主要空港と同一地域の空港：調布飛行場=RJTF、八尾空港=RJOY、丘珠空港=RJCO、名古屋飛行場＝RJNA、北九州空港=RJFR。

### 一覧
ICAO空港コードの一覧: A - B - C - D - E - F - G - H - I - J - K（KA - KG - KN） - L - M - N - O - P - Q - R - S - T - U - V - W - X - Y - Z

## FAA空港コード（3/4レターコード）
アメリカ連邦航空局 (FAA) が定めた3または4レターコード。
実際には空港コードに限るものではなく、航空に関わる様々な施設に与えられたLID (location identifier) である。
アメリカ国内の施設に限りコードがある。なお、プエルトリコ、グアム、米領サモアなどの海外領土にもあるが、在日米軍など在外米軍基地にはない。
主要な空港にはアルファベット3文字のコードが与えられる。多くはIATA空港コードと一致しているが、FAAコードは基本的に「N、W、Y、Z で始まる3文字コード」を使わないので、IATAコードがそれらで始まっていた場合の多くはFAAコードは異なる。また、ICAO空港コードの定めのないような小さな空港についてはFAA、IATA双方が独自に定めており、同じコードを使いながらも両者で違う空港（または都市）を示していることがほとんどである。その違いを認識せず混同して使用されることも多い。
FAA空港コードとIATA空港コードが異なる空港である一例。
- AAA (FAA) ：ローガン郡空港（en:Logan County Airport (Illinois)) – アメリカ合衆国イリノイ州リンカーン
- AAA (IATA) ：アナア空港（en:Anaa Airport） - フランス領ポリネシア

原則として使用しない頭文字の理由は以下の通り:
- 「N」で始まる3文字コードは原則として海軍 (Navy) 基地に与えられている。これらは元々はFAAではなく海軍省が管理していた。
- 「W、Y、Z」で始まる3文字コードはカナダ運輸省がカナダの空港に与えており、アメリカの空港では使わない。ただし実際には、ごく少数の重複が起こっている（WMC（ウィネマッカ市営空港）など）。なお、カナダの空港コードは3文字に限らず2文字や4文字のものもある。

小さな飛行場（および空港・飛行場以外の施設）には数字/アルファベット混りの3文字コードが与えられる。私用の飛行場には数字/アルファベット混りの4文字コードが与えられる。